# Anemone somaliensis
Anemone somaliensis là một loài thực vật có hoa trong họ Mao lương. Loài này được Hepper mô tả khoa học đầu tiên năm 1971.